# Duisburg-Hochfelder Eisenbahnbrücke
Die Duisburg-Hochfelder Eisenbahnbrücke ist eine Rheinbrücke zwischen den Duisburger Stadtteilen Hochfeld und Rheinhausen. Der erste Brückenzug wurde von der Rheinischen Eisenbahn-Gesellschaft erbaut und Ende 1873 in Betrieb genommen. Das Bauwerk wurde 1927 durch eine neue Brücke ersetzt, die nach der Kriegszerstörung heute noch dem Bahnverkehr zwischen dem Ruhrgebiet und Aachen dient.
Die Duisburg-Hochfelder Eisenbahnbrücke überführte ursprünglich die Bahnstrecke Osterath–Dortmund Süd, die heute zusammen mit der Bahnstrecke Duisburg-Ruhrort–Mönchengladbach die Bahnstrecke Duisburg–Mönchengladbach bildet.

## Geschichte

### Vorgeschichte
Für den Kohlentransport aus dem Ruhrgebiet über ihr damals überwiegend linksrheinisches Bahnnetz hatte die Rheinische Eisenbahn-Gesellschaft am 23. August 1866 die Bahnstrecke Osterath – Essen mit dem Trajekt Rheinhausen–Hochfeld eröffnet. Den Bau fester Rheinbrücken ließ das preußische Militär zu dieser Zeit nur an Garnisonsstandorten wie Düsseldorf, Köln, Koblenz oder Mainz zu. Als sich hierzu um 1869 eine Meinungsänderung andeutete, beantragte die Bahngesellschaft sogleich den Bau der Brücke von Rheinhausen nach Duisburg. Für die Konstruktion stand die zuvor 1864 fertiggestellte Pfaffendorfer Brücke in Koblenz Modell.

### Die erste Brücke

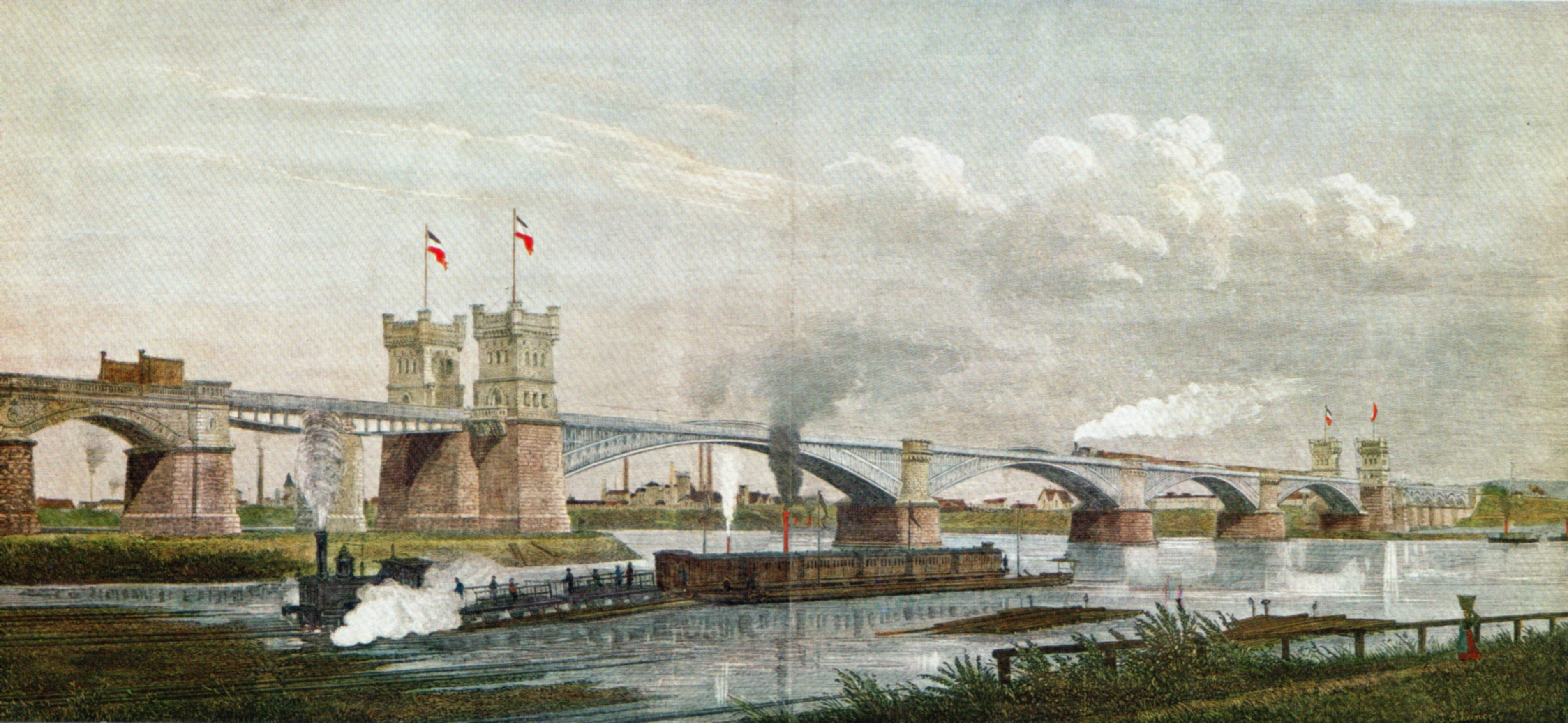
Illustration nach einem Gemälde von Jakob Scheiner, 1874: Die erste Duisburg-Hochfelder Eisenbahnbrücke mit einem Güterzug Anfang Januar 1874. Im Vordergrund ein Trajektschiff mit Personenwagen. Über der Lokomotive der Pfeiler der linksrheinischen Drehbrücke. Hinter der Brücke Duisburg-Hochfelder Industriewerke.

Die königlich preußische Konzession vom 29. Juli 1871 für den Bau einer Eisenbahnbrücke im Zuge der Osterath-Essener Bahn bei Rheinhausen verlangte an Auflagen:
- Bau von Minenkammern in allen Brückenpfeilern,
- Bau von Verteidigungstürmen (Tambour-Anlagen) auf beiden Brückenköpfen und daran angeschlossene Drehbrücken zum Abschluss der Brücke im Kriegsfall.
- Entfernung der Trajektanlagen an den Ufern
- Zahlung von 300 Talern an den Militärfiskus für zwei Kanonenboote.

Da die Rheinische Eisenbahn-Gesellschaft nach Plänen des Eisenbahningenieurs Emil Hermann Hartwich den Bau weitgehend vorbereitet hatte, konnte schon Anfang 1872 mit dem Bau der zweigleisigen Brücke bei Rheinkilometer 774,36 begonnen werden. Trotz zweimaligen Hochwassers war sie nach zwei Jahren fertiggestellt.
Linksrheinisch erhielt sie eine gemauerte Vorflutbrücke mit 16 Öffnungen zu je 50 Fuß lichter Weite. Daran folgte auf einem Mittelpfeiler die Drehbrücke von zirka 34 Metern Länge und 10 Metern Breite. Sie wäre im Angriffsfall mittig um 90° gedreht worden und dadurch für Soldaten und Züge unpassierbar gewesen. Anschließend an den Tambourturm, der auch zwei Durchlässe für die beiderseitigen Fußgängerstege hatte, folgten die vier Strombrücken mit jeweils 98 Meter Stützweite auf drei Strompfeilern. Sie waren als Zweigelenkfachwerkbogen aus 2.800 Tonnen Schweißeisen von der Firma Jacobi, Haniel & Huyssen in Oberhausen hergestellt worden. An den rechtsrheinischen Brückenturm schloss sich hinter der Drehbrücke noch eine kurze Flutbrücke mit sechs Öffnungen je 50 Fuß an. Der Brückenzug hatte insgesamt eine Länge von rund 800 Metern.
Nach der polizeilichen Abnahme der Brücke am 23. Dezember 1873 lief der Güterverkehr ab dem 24. Dezember über die Brücke. Die Personenzüge wurden noch bis zum 14. Januar 1874 trajektiert. Anschließend konnte die vier Fahrstraßen umfassende Trajektanstalt abgebaut werden. Die Baukosten gibt die Rheinische Bahn mit etwa 2,5 Millionen Talern an.
Der ständig steigende Bahnverkehr über die Brücke und die immer schwerer werdenden Zuggewichte führten schon um 1910 zu ersten Schäden an der Brücke und Anfang 1914 entstanden erste Pläne für einen Brückenneubau, der jedoch wegen des Ersten Weltkrieges unterblieb.

#### Bombenanschlag
Am 30. Juni 1923, während der Rheinlandbesetzung explodierte bei der Überquerung der Rheinbrücke bei Duisburg in einem belgischen Militärzug mutmaßlich eine Bombe, die mit einem Zeitzünder versehen gewesen sein soll. Acht Menschen starben, etliche wurden verletzt (Die genaue Zahl der Verletzten und Todesopfer schwankte in der Berichterstattung darüber jedoch von acht Menschen bis zu zwölf, die in den Folgetagen an ihren Verletzungen erlegen sein sollen.) Von den Seiten der Besatzer wurde bereits von Beginn an ein Attentat als sichere Ursache festgestellt. Die deutschen Autoritäten und die deutsche Tagespresse zeigten sich zurückhaltender und vermuteten unter anderem einen defekten Gascontainer als Ursache für die Explosion.
Als Folge des Attentats, und der mutmaßlichen deutschen Täterschaft, erließ der für den Brückenkopf Duisburg verantwortliche belgische General Beaurain bereits am 1. Juli 1923 mehrere Verordnungen für die Stadt Duisburg. Darunter waren Verbote für Personenwagen und Straßenbahnen, als auch eine Ausgangssperre in den Nachtstunden und eine Ausweispflicht. Zudem wurde das gesamte frankobelgisch besetzte Gebiet vom Rest des deutschen Reiches abgeriegelt und Grenzkontrollen ausgeweitet.

### Die zweite Brücke
Der Bau der zweiten Brücke begann 1925, und am 13. Oktober 1927 konnte sie in Betrieb genommen werden. Sie entstand nur wenige Meter stromab (Stromkilometer 774,38) der ersten Brücke. Diese wurde bis auf den linksrheinischen Brückenpfeiler vollständig abgerissen, um die Schifffahrt und den Abfluss von Hochwasser nicht zu behindern.
Die neue Brücke bestand aus einem abgestuften Parallelfachwerk (Gerberbalken) und ließ der Schifffahrt eine Fahrrinne von fast 180 Metern Breite. Die Hauptbrücke mit 20 Meter Höhe hatte zwei Öffnungen mit Stützweiten von 126 Metern und 189 Metern. Sie wurde beidseitig mit einer jeweils 104 Meter weit spannenden und 10 Meter hohen Vorlandbrücke fortgeführt und hatte auf dem Duisburger Ufer zur Überbrückung der dortigen Industriegleise noch eine Öffnung mit 51,8 Metern Stützweite. Linksrheinisch wurde das Vorflutgelände mit einer gemauerten Brücke, die 19 Öffnungen von jeweils 15,60 Metern Stützweite hat, überwunden. Auf ihrer Nordseite war ein Fußgängersteg angehängt. Gebaut wurde der Stahlüberbau des insgesamt 907 Meter langen und aus circa 7.500 Tonnen Stahl bestehenden Brückenzuges von der benachbarten Brückenbauanstalt der Friedrich-Alfred-Hütte in Rheinhausen und der Duisburger Brückenbaufirma Harkort.
Diese aus einem Stahl St 48 gebaute Brücke erhielt am 22. Mai 1944 an ihrem linken Ende einen Bombentreffer, der sie unpassierbar machte. Von der benachbarten Fa. Krupp wurde der Schaden innerhalb von 17 Tagen durch eine Hilfsbrücke und einen Hilfspfeiler weitgehend ausgebessert. Ein knappes Jahr später, am Sonntag, dem 4. März 1945 um 11 Uhr, sprengten jedoch deutsche Truppen bei ihrem Rückzug vor den herannahenden 9. US-Armee im Rahmen der Operation Grenade auf das rechte Rheinufer die gesamte Brücke. Zuvor war sie mit einem voll beladenen Kohlenzug belastet worden. Dabei wurde auch der mittlere Strompfeiler völlig zerstört.

### Die dritte Brücke

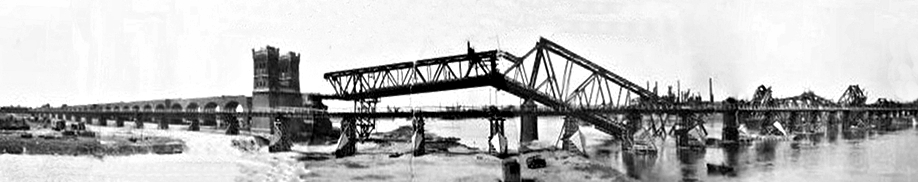
Die „Victory Bridge“, die in Rekordzeit erbaute dritte Brücke

Sofort nach der Überwindung des Rheins begannen amerikanische Pioniere 50 Meter stromaufwärts in der Achse der alten Rheinbrücke von 1873 mit dem Bau einer eingleisigen Behelfsbrücke von 844 Metern Länge. Bereits am 8. Mai 1945 weihte das 332nd Engineer General Service Regiment, eine Pioniereinheit der US-Armee, die innerhalb von nur einer Woche errichtete Kriegsbrücke ein. Schon am 12. Mai 1945 konnte diese in Betrieb genommen werden. Für die Zufahrtsgleise hatte man auf beiden Seiten zum Teil mit dem reichlich vorhandenen Schutt quer über die dortigen Rangierbahnhöfe von Krupp und Reichsbahn hohe Dämme geschüttet. Die Brücke trug den Namen „Victory Bridge“. Sie wurde infolge von Gefährdung durch Hochwasser und Eisgang im Oktober 1946 gesperrt und kurze Zeit später abgerissen.

### Die vierte Brücke
Ab August 1945 begann die Bergung der Überbaureste der gesprengten Brücke. Noch brauchbare Teile wurden sichergestellt und gestützt. Dadurch konnte knapp die Hälfte der alten Konstruktion beim Neubau in der ursprünglichen Form wieder verwendet werden. In Betrieb ging die vierte Brücke wieder am 1. Oktober 1949, sie ist bis zum heutigen Tag in Betrieb. Im Herbst 2001 fand eine mehrmonatige Brückensanierung statt. 2020 gab es wieder eine Sanierung der Brücke und der Gleisanlagen, für die die Brücke zwischen 29. Juni und 10. August 2020 für den Verkehr gesperrt war. Unter anderem wurden 1950 Brückenbalken neu gebaut. Die Kosten sollten etwa 5,7 Millionen Euro betragen.
Neben Güterzügen verkehren über diese Brücke die Regionalbahnen RB 31 „Der Niederrheiner“, RB 33 „Rhein-Niers-Bahn“ und RB 35 "Emscher-Niederrhein-Bahn" sowie die Regional-Express-Linien RE 42 „Niers-Haard-Express“ und RE 44 „Fossa-Emscher-Express“.
Auf der rheinabwärts gerichteten Seite befindet sich ein breiter Fußweg, der auch von Radfahrern genutzt wird.

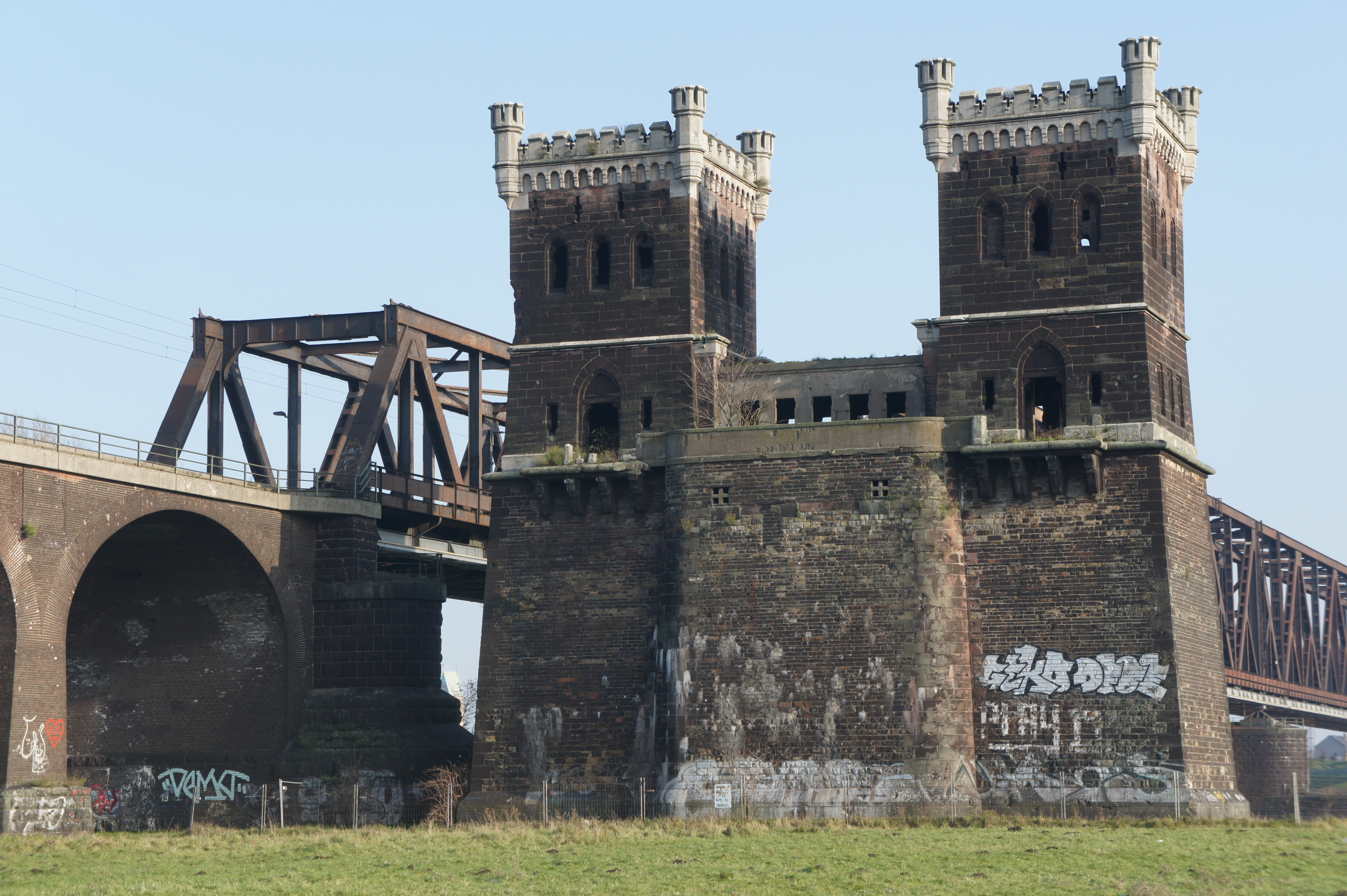
Alter linksrheinischer Brückenpfeiler im Südwesten der Duisburg-Hochfelder Eisenbahnbrücke
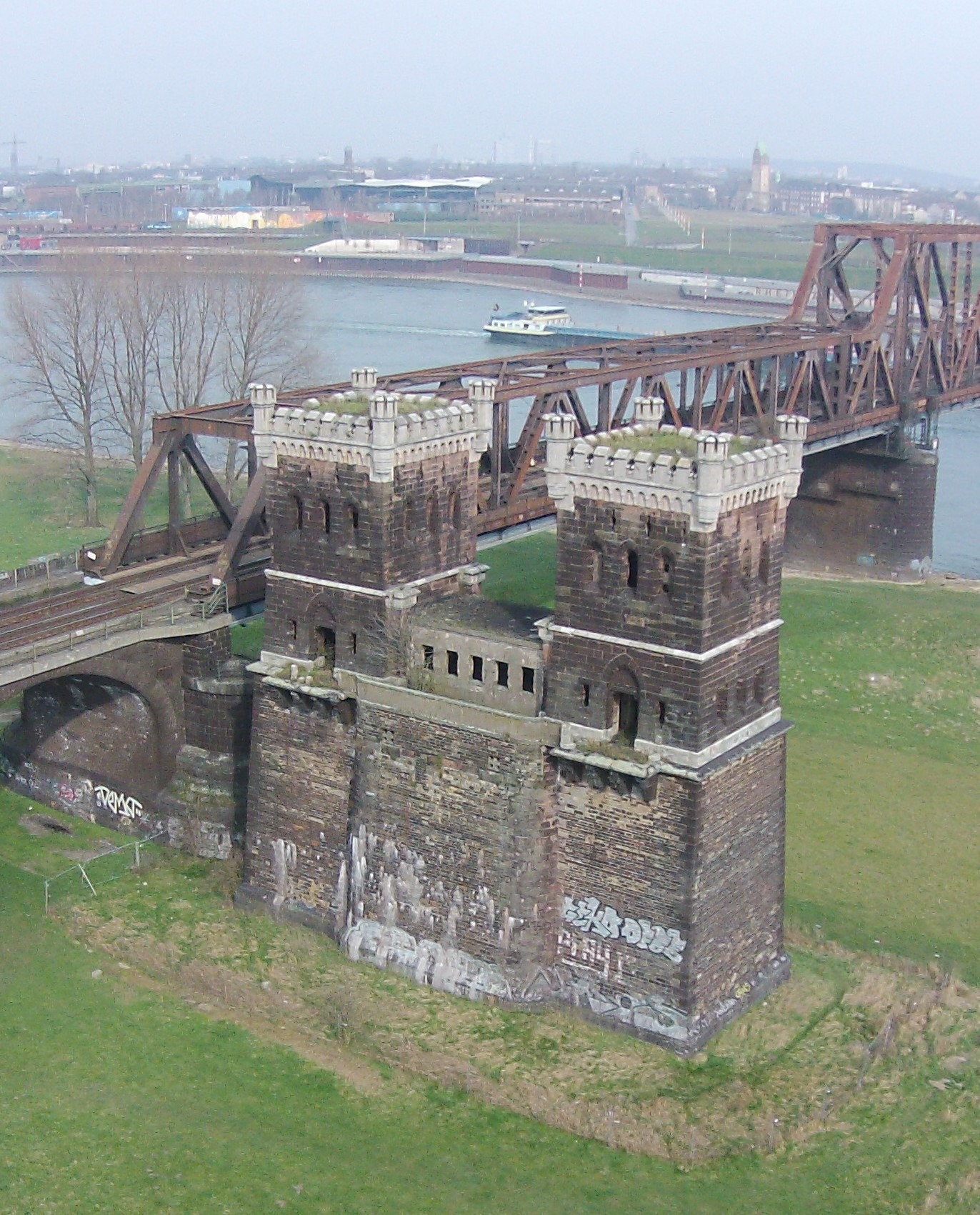
Alter linksrheinischer Brückenpfeiler im Südwesten der Duisburg-Hochfelder Eisenbahnbrücke
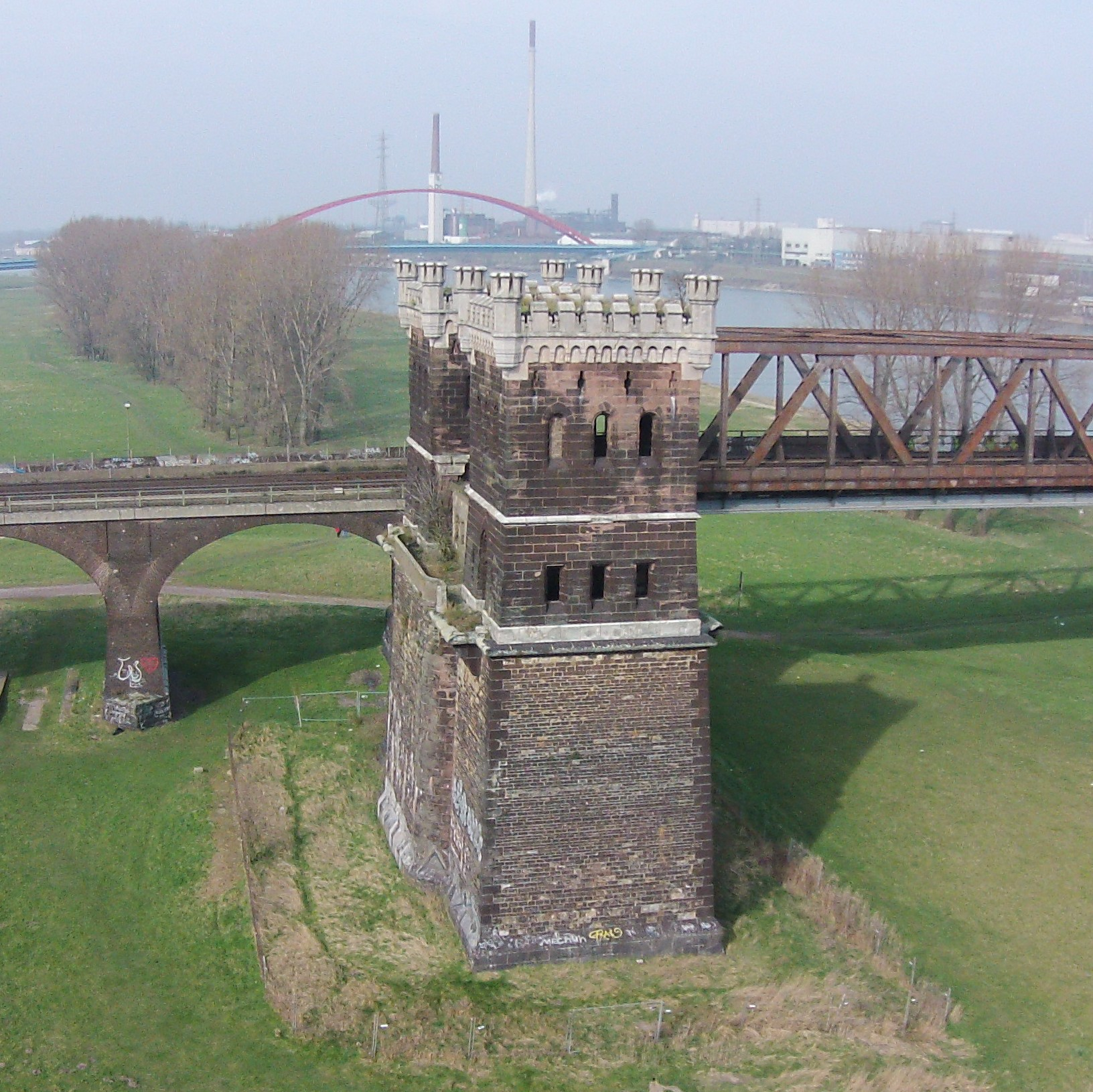
Alter linksrheinischer Brückenpfeiler im Südwesten der Duisburg-Hochfelder Eisenbahnbrücke

## Umfeld
An der Ostseite der Rheinbrücke befindet sich rheinabwärts im Stadtteil Hochfeld seit 2009 der Rheinpark, ein etwa 25 Hektar großes Gelände, das 2027 Bestandteil der Internationalen Gartenbauausstellung im Gebiet des Regionalverband Ruhr sein wird. Vor dem Bau der Duisburg-Hochfelder Eisenbahnbrücke haben Züge den Weg über eine Eisenbahnfähre genommen. Dazu wurde eigens der Kultushafen errichtet.
Gegenüber auf der linken Rheinseite befindet sich der Anfang der 1950er Jahre von der ehemals eigenständigen Stadt Rheinhausen angelegte Rheinuferpark. Der auf der Rheinhauser Seite rheinaufwärts befindliche alte Brückenpfeiler der ersten Brücke wurde im Dezember 2014 von der Immobiliengesellschaft der Deutschen Bahn AG an einen derzeit nicht bekannten Bieter für 30.000 Euro versteigert.